# Medhufushi
Medhufushi  ou Mafuri est une petite île inhabitée des Maldives. Elle constitue une des nombreuses îles-hôtel des Maldives en accueillant le Medhufushi Island Resort.

## Géographie
Medhufushi est située dans le centre des Maldives, à l'Est de l'atoll Mulaku, dans la subdivision de Meemu.